# 아우렐리아 도브레
아우렐리아 도브레(루마니아어: Aurelia Dobre, 1972년 11월 16일 ~ )는 전 예술 체조 1987년 세계 종합 챔피언이다. 그녀는 평균대에서 1987년 세계 챔피언이자 도마 및 마루운동에서 동메달리스트로 5점을 획득했다
몇 년 동안 도브레는 14세에서 352일 사이에 타이틀을 획득한 올가 비체로바의 나이가 조작 되었다는 것아 확인 될 때까지 세계에서 가장 어린 세계 챔피언으로 여겨졌다.

## 퇴직 후
도브레는 루마니아 체조 연맹 100주년 기념식에서 상을 받았다. 그리고 공식적으로 체조에서 완벽한 10점을 얻은 루마니아 체조 선수 중 한 명으로 인정받았다. 2016년 5월에 국제 체조 명예의 전당에 헌액되었다.
1991년, 도브레는 미국으로 이사했고 1992년에는 이란 체조 코치 보즈 모피드와 결혼했다. 네 아들 다리우스 도브레 모피드, 사이러스 도브레 모피드, 루카스 도브레 모피드, 마커스 도브레 모피드가 있다. 그들은 세계적인 유튜브 스타로, 그들의 방송에서 가끔씩 도브레가 출연하기도 한다. 도브레는 현재 메릴랜드의
도브레 체조 아카데미의 댄스 코치이다.

## 같이 보기
- 다니엘라 실리바슈
- 옐레나 슈슈노바
- 드미트리 빌로제르체프
- 서울 올림픽
- 체조